# Chasiempis sclateri
Chasiempis sclateri là một loài chim trong họ Monarchidae.